# علی صالحی (دادستان)
علی صالحی (زاده ۴ اسفند ۱۳۴۴ باشت) قاضی ایرانی و دادستان عمومی و انقلاب تهران است.

## نقض حقوق بشر
او به دلیل صدور و اجرای احکام اعدام و قطع عضو (از آذر ۱۳۹۴ تا اردیبهشت ۱۳۹۸) در استانهای فارس و هرمزگان از متهمان نقض حقوق بشر می‌باشد. وی همچنین صادر کننده حکم اعدام در کیفرخواست دادستانی علیه حبیب اسیود، محسن شکاری و سایر اعدام شده گان در خیزش ۱۴۰۱ ایران است. اتحادیه اروپا و بریتانیا علی صالحی را به دلیل نقض شدید حقوق بشر تحریم کرده‌اند.

## توهین به اهل تسنن
وی در دیدار خود از زندان رجایی شهر به زندانیان اهل تسنن توهین کرده که با واکنش شدید زندانیان و اعتصاب آنها روبرو شد. بنا به نوشته ایران وایر به نقل از هرانا
 «علی صالحی»، دادستان تهران، در جریان بازدید از بندهای مختلف زندان، با زندانیان سنی مذهب ساکن در بندهای ۴ و ۷ این زندان نیز دیدار کرده و در گفت و گوی صورت گرفته با آنها، ضمن استفاده از الفاظ توهین آمیز نسبت به جامعه سنی مذهب، اظهار داشته که شهروندان سنی مذهب حتی «حق زندگی در ایران را ندارند.
به دنبال این امر زندانیان سنی این زندان به مدت ۳ روز اعتصاب غذا کردند تا به صورت رسمی این موضوع مورد تکذیب و مردود اعلام شد.

## سمت‌های اداری
صالحی پیش از انتصاب به سمت دادستانی تهران در استان‌های فارس و هرمزگان فعالیت داشته است.
- رئیس دادگستری، اقلید (استان فارس) (از مهر ۱۳۹۱ تا ۱۷ آذر ۱۳۹۳)
- رئیس دادگستری استان هرمزگان، استان هرمزگان (از اردیبهشت ۱۳۹۸ تا ۸ آذر ۱۴۰۰)
- رئیس حفاظت اطلاعات دادگستری استان فارس، استان فارس (از ۱۷ آذر ۱۳۹۳ تا آذر ۱۳۹۴)
- دادستان شیراز، شیراز (استان فارس) (از ۲۶ آذر ۱۳۹۴ تا اردیبهشت ۱۳۹۸)[۹]